# Ace Books
Ейс Букс (англ. Ace Books) — найстаріше з діючих видавництв, що публікують твори у жанрах: Наукова фантастика і фентезі. Також раніше Ace Books видавало детективи і вестерни.

## Історія

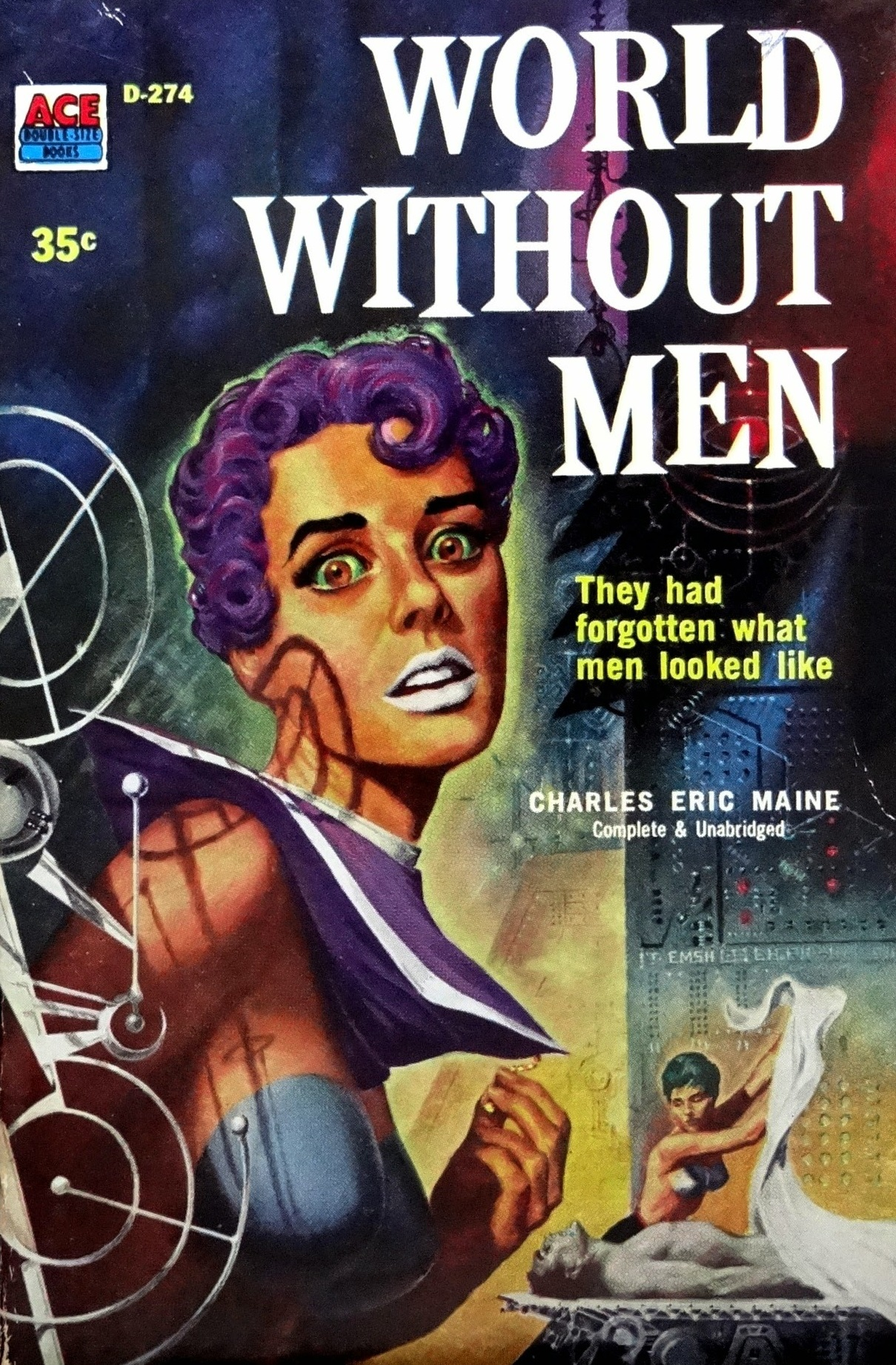
Примірник «Світ без чоловіків» Чарльза Еріка Мейна. Тип видання D-274. На книзі можливо побачити логотип видання на 1958 рік.

Видавництво було засноване в 1952 році у Нью-Йорку Аароном Віном.
Перше видання в жанрі наукової фантастики з'явилося в 1953 році і мало великий успіх, після чого діяльність видавництва поступово повністю сконцентрувалася на цьому напрямку. З 1973 року твори в інших жанрах практично не видаються.
Після смерті засновника і власника компанії Аарона Віна (1967) в справах видавництва спостерігається занепад. У 1971 році видавництво покинули такі відомі редактори як Террі Карр і Дональд Воллгайм.
В 1972 році Ace Books було продано видавництву Grosset & Dunlap і стало його підрозділом. Деякий час по тому компанія перейшла до Berkley Books, яка була викуплена групою Penguin Group.
В 1965 році видавництво відзначилося випуском «піратського» тиражу книги «Володар перснів» в м'якій обкладинці. В такому оформленні твір мав значний успіх у студентів. Пізніше офіційне видання перейняло досвід Ace Books, випустивши свою дешеву версію знаменитої трилогії.

## Деякі публікувалися автори
- Роджер Желязни
- Урсула Ле Гуїн
- Вільям Барроуз
- Філіп Дік
- Роберт Блох
- Гарлан Еллісон
- Гаррі Уїттінгтон
- Лі Брекетт
- Гордон Діксон
- Семюел Ділейні
- Нік Вільямс

## Редакторський склад
- Аарон Він, власник (1952—1967);
- Дональд Воллгайм (1952—1971)

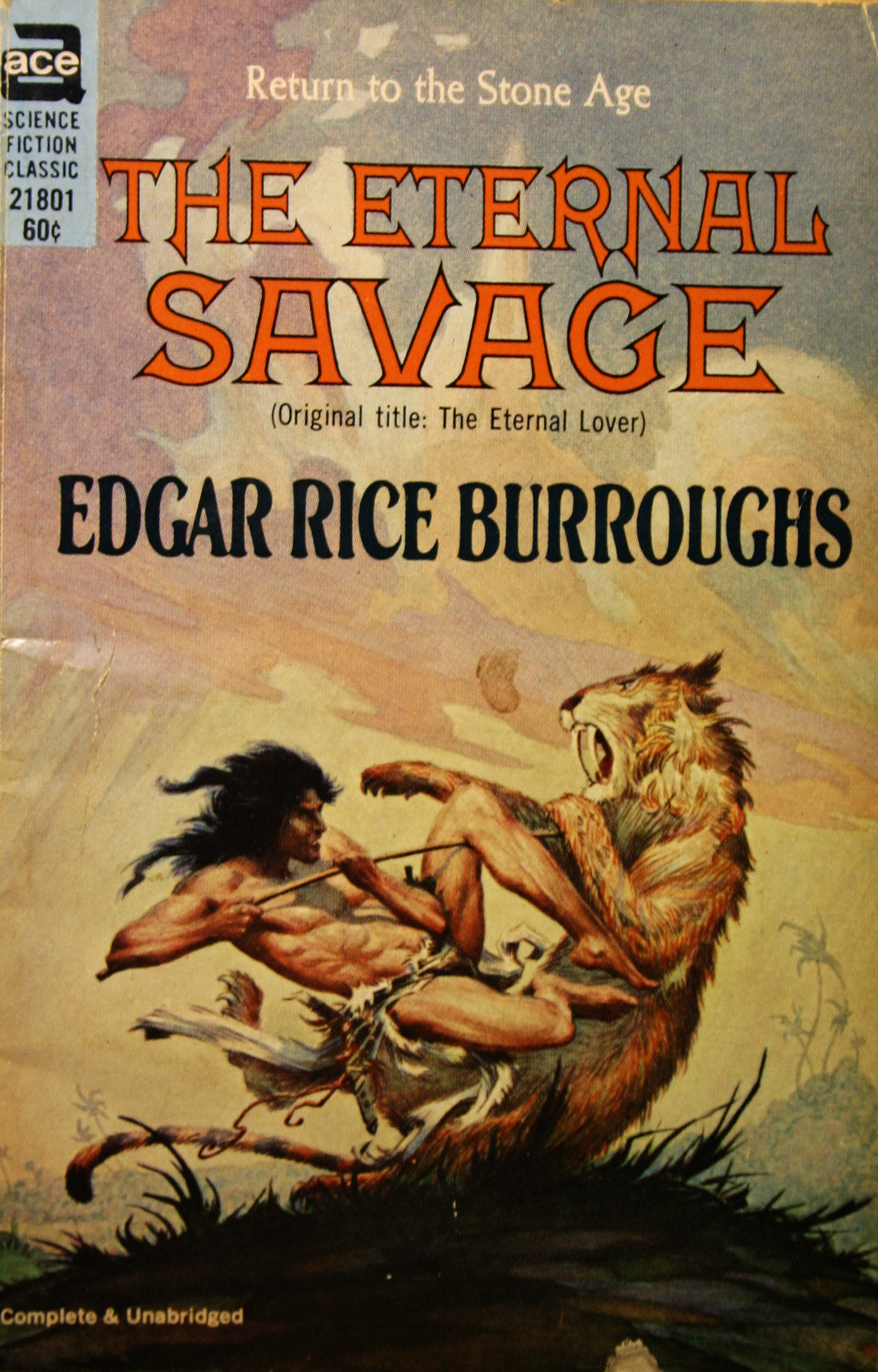
Примірник книги Едгара райса Барроуза. Тип видання 21801. На книзі можливо побачити логотип видання на 1964 рік.

- Террі Карр, редактор (1964—1971); редактор — фрилансер (1983—1987)
- Пет Лобрутто, редактор розділу «Наукова фантастика» (1974—1977)
- Фредерик Пол, виконавчий редактор (грудень 1971 — липень 1972)
- Том Доерті, випусковий редактор (1975—1980)
- Джим Баєн, редактор (1977—1980)
- Еллен Кушнер
- Террі Віндлінг, редактор (1979—1987)
- Гаріет Макдугал, директор
- Сьюзен Еллісон, редактор (1980—1982); головний редактор (1982—2006); віце-президент (1985- липень 2007)
- Бет Мічем, помічник редактора (1981—1982), редактор (1982—1983)
- Джинджер Бьюченен, редактор (1984—1987); старший редактор (1987—1994); виконавчий редактор (1994 — січень 1996); старший виконавчий редактор і маркетинговий директор (січень 1996—2006); головний редактор (2006—2014)
- Пітер Гек, (1991—1992)
- Лора Енн Джилмен, (1991)
- Лу Статіс, редактор (? — 1994)
- Енн Совордс, помічник редактора (1996—2003), редактор (2003—2007), старший редактор (лютий 2007 — теперішній час), виконавчий редактор (вересень 2010 — теперішній час)

## Номенклатура
До кінця 1980-х років видання мали основні типи серійних номери: серії букв типу «D-31» та «H-77», а також цифрові, такі як «10293» та «15697». Ці літери використовувались для позначення ціни. Нижче наведено список серій з їх діапазоном дат та цінами.
- D-серія: 35 ¢, 1952 по 1962 рік.
- S-серія: 25 ¢, 1952 по 1956 рік.
- T-серія: 40 ¢.
- F-серія: 40 ¢, 1961 по 1967 рік.
- M-серія: 45 ¢, 1964—1967.
- G-серія: 50 ¢, 1958—1960 рр. (D/S/G серії); 1964—1968 роки (пізніші серії).
- K-серія: різні ціни, 1959 по 1966 роки.
- H-серія: 60 ¢, 1966—1968.
- A-серія: 75 ¢, 1963 по 1968 рік.
- N-серія: 95 ¢, 1968.